# Староісаєво
Ста́роіса́єво (рос. Староисаево, башк. Иҫке Исай) — присілок у складі Нурімановського району Башкортостану, Росія. Входить до складу Староісаєвської сільської ради.
Населення — 537 осіб (2010; 502 у 2002).
Національний склад:
- башкири — 94 %